# Miracolo a Viggiù
Miracolo a Viggiù è un film del 1951 diretto da Luigi Giachino ed ambientato nel paese di Viggiù, in provincia di Varese.

## Trama
Carletto Marchi, titolare d'una ditta di pubblicità, incontra dopo molti anni un compagno di prigionia, che ha perduto la memoria. Carletto ne conosce soltanto il soprannome: Sonny Boy. In una figura femminile, riprodotta sul manifesto pubblicitario d'un dentifricio, Sonny Boy riconosce una ragazza da lui amata; ma nulla ricorda di lei, a prescindere dalle sembianze. Per intercessione di Carletto, Sonny Boy, che ha una bella voce, viene scritturato dalla ditta di dentifrici per una serie di trasmissioni pubblicitarie. Risulta poi che la ragazza del manifesto è la pupilla del titolare della ditta di dentifrici: per circostanze fortuite essa ritorna improvvisamente dal collegio. Nell'ascoltare una trasmissione pubblicitaria, la ragazza riconosce, nella voce di Sonny Boy, quella del fidanzato, che da anni ha perduto di vista. Si viene intanto a saper che il fabbricante di dentifrici è in realtà un losco contrabbandiere. Durante la guerra egli ha denunciato ai tedeschi i ricchi genitori della ragazza e quelli del fidanzato, cagionando la loro morte. Ora egli tenta di fuggire all'arresto, trascinando seco la ragazza, ma viene fermato alla frontiera. Liberata e ricondotta a Milano, la ragazza ritroverà Sonny Boy, che rivedendola, riacquista la memoria. Tutto finisce con un buon matrimonio.